# Friedrich Blümke
Le titre de cet article comprend le caractère ü. Quand celui-ci n'est pas disponible ou n'est pas désiré, le nom de l'article peut être représenté comme Friedrich Bluemke.
Friedrich Blümke (né le 18 février 1898 à Rahnwerder et décédé le 4 septembre 1944 à Odessa, en Ukraine) est un militaire allemand. Il fut Generalmajor qui servit au sein de la Heer dans la Wehrmacht pendant la Seconde Guerre mondiale.
Il a été récipiendaire de la croix de chevalier de la croix de fer. Cette décoration est attribuée pour récompenser un acte d'une extrême bravoure sur le champ de bataille ou un commandement militaire avec succès.

## Biographie
Friedrich Blümke est blessé en août 1944 et est capturé par les troupes soviétiques en septembre. Il meurt le 4 septembre dans un camp de prisonniers de guerre près d'Odessa en Ukraine.

Il est promu au grade de Generalmajor à titre posthume.

## Promotions
| Fahnenjunker            | 1er février 1917  |
| Leutnant (sans diplôme) | 5 septembre 1918  |
| Leutnant                | 1er juillet 1922  |
| Oberleutnant            | 1er avril 1925    |
| Hauptmann               | 1er mai 1933      |
| Major                   | 2 octobre 1936    |
| Oberstleutnant          | 20 mars 1939      |
| Oberst                  | 18 janvier 1942   |
| Generalmajor            | 20 septembre 1944 |

## Décorations
- Croix de fer (1914)
  - 2e classe
  - 1re classe
- Insigne des blessés (1918)
  - en noir
- Croix d'honneur
- Médaille des Sudètes
- Agrafe de la croix de fer (1939)
  - 2e classe (17 septembre 1939)
  - 1re classe (20 octobre 1939)
- Médaille du Front de l'Est
- Plaque de bras Crimée
- Agrafe de la liste d'honneur (7 octobre 1943)
- Croix de chevalier de la croix de fer
  - Croix de chevalier le 6 novembre 1943 en tant que Oberst et commandant du Grenadier-Regiment 347[1]